# Heinz Meier (pallanuotista)
Heinz Meier (21 luglio 1912 – ...) è stato un pallanuotista svizzero che ha partecipato alle Olimpiadi di Berlino 1936.